# Андріс Бієдріньш
Андріс Бієдріньш (латис. Andris Biedriņš, нар. 2 квітня 1986, Рига, Латвійська РСР, СРСР) — латвійський професіональний баскетболіст, що грав на позиції центрового за декілька команд НБА.

## Ігрова кар'єра
Професійну кар'єру розпочав 2002 року на батьківщині виступами за команду «Сконто», за яку грав протягом 2 сезонів.
2004 року був обраний у першому раунді драфту НБА під загальним 11-м номером командою «Голден-Стейт Ворріорс». Кар'єру в НБА розпочав 2004 року виступами за тих же «Голден-Стейт Ворріорс», захищав кольори команди з Окленда протягом наступних 9 сезонів. У своєму дебютному сезоні в лізі отримував не багато ігрового часу, за який часто отримував багато фолів. Під час другого сезону цей стан справ зберігся — він швидко набирав фоли, за що отримав від вболівальників прізвисько «Людина однієї хвилини» (англ. The One Minute Man).
Під час сезону 2006—2007 у клубі змінився головний тренер команди — Майка Монтгомері замінив Дон Нелсон. Після п'яти матчів він посадив на лавку Адонала Фойла та поставив на його місце Бієдріньша, який відразу значно покращив свої статистичні показники. Він в середньому набирав 9,5 очок та 9,3 підбирань, граючи при цьому 29 хвилин. Протягом цього сезону він встановив особисті рекорди з набраних очок (31, проти «Денвера» 24 листопада 2006), підбирань (18, проти «Шарлотт» 2 березня 2007), блок-шотів (7, проти «Денвера» 22 листопада 2006), результативних передач (5, проти «Вашингтона» 23 березня 2007) та перехоплень (5, проти «Лос-Анджелес Лейкерс», 22 січня 2007). Він також опинився на п'ятому місці у голосуванні Найбільш прогресуючого гравця НБА.
В липні 2008 року підписав новий шестирічний контракт на суму 54 млн. доларів. 19 грудня в матчі проти «Атланти» оновив свій рекорд результативних передач за матч, зробивши таких 6. 27 січня 2009 року в матчі проти «Нью-Йорка» зробив рекордні для себе 26 підбирань.
У сезоні 2009—2010 через травми зіграв лише 33 матчі, граючи при цьому 23,1 хвилину за матч. За цей час його статистичні показники теж погіршились, за що він отримав порцію критики від головного тренера команди. У наступному сезоні клуб змінив тренера команди, а гра Бієдріньша на старті сезону дала нові надії на повернення попередньої форми. Проте гравця знову почали супроводжувати травми. Такий стан справ продовжився і в наступних двох сезонах, в яких гравець зіграв 59 та 47 матчів відповідно.
Другою і останньою ж командою в кар'єрі гравця стала «Юта Джаз», до складу якої він разом з Брендоном Рашом та Річардом Джефферсоном був обміняний 2013 року і за яку відіграв один сезон. 5 квітня 2014 року був відрахований з клубу.

## Виступи за збірну
Бієдріньш — гравець національної збірної Латвії. У її складі брав участь у двох чемпіонатах Європи — 2007 та 2009 року.

## Статистика виступів в НБА
| * | Лідер ліги |

### Регулярний сезон
| Сезон             | Команда                 | GP  | GS  | MPG  | FG%   | 3P%  | FT%  | RPG  | APG | SPG | BPG | PPG  |
| ----------------- | ----------------------- | --- | --- | ---- | ----- | ---- | ---- | ---- | --- | --- | --- | ---- |
| 2004–05           | «Голден-Стейт Ворріорс» | 30  | 1   | 12.8 | .577  | .000 | .475 | 3.9  | .4  | .4  | .8  | 3.6  |
| 2005–06           | «Голден-Стейт Ворріорс» | 68  | 2   | 14.7 | .638  | .000 | .306 | 4.2  | .4  | .3  | .7  | 3.8  |
| 2006–07           | «Голден-Стейт Ворріорс» | 82  | 63  | 29.0 | .599  | .000 | .521 | 9.3  | 1.1 | .8  | 1.7 | 9.5  |
| 2007–08           | «Голден-Стейт Ворріорс» | 76  | 59  | 27.3 | .626* | .000 | .620 | 9.8  | 1.0 | .7  | 1.2 | 10.5 |
| 2008–09           | «Голден-Стейт Ворріорс» | 62  | 58  | 30.0 | .578  | .000 | .551 | 11.2 | 2.0 | 1.0 | 1.5 | 11.9 |
| 2009–10           | «Голден-Стейт Ворріорс» | 33  | 29  | 23.1 | .591  | .000 | .160 | 7.8  | 1.7 | .6  | 1.3 | 5.0  |
| 2010–11           | «Голден-Стейт Ворріорс» | 59  | 55  | 23.7 | .534  | .000 | .323 | 7.2  | 1.0 | .9  | .9  | 5.0  |
| 2011–12           | «Голден-Стейт Ворріорс» | 47  | 35  | 15.7 | .609  | .000 | .111 | 3.7  | .3  | .5  | 1.0 | 1.7  |
| 2012–13           | «Голден-Стейт Ворріорс» | 53  | 9   | 9.3  | .476  | .000 | .308 | 2.9  | .3  | .3  | .8  | .5   |
| 2013–14           | «Юта Джаз»              | 6   | 0   | 7.5  | 1.000 | .000 | .167 | 2.8  | .0  | .0  | .0  | .5   |
| Усього за кар'єру | Усього за кар'єру       | 516 | 311 | 21.6 | .594  | .000 | .500 | 7.0  | .9  | .6  | 1.1 | 6.3  |

### Плей-оф
| Сезон             | Команда                 | GP | GS | MPG  | FG%   | 3P%  | FT%  | RPG | APG | SPG | BPG | PPG |
| ----------------- | ----------------------- | -- | -- | ---- | ----- | ---- | ---- | --- | --- | --- | --- | --- |
| 2007              | «Голден-Стейт Ворріорс» | 11 | 8  | 24.3 | .730* | .000 | .533 | 6.3 | .5  | .7  | 1.5 | 6.4 |
| 2013              | «Голден-Стейт Ворріорс» | 3  | 0  | 5.7  | .000  | .000 | .000 | 2.3 | .3  | .0  | .7  | .0  |
| Усього за кар'єру | Усього за кар'єру       | 14 | 8  | 20.3 | .730  | .000 | .533 | 5.4 | .4  | .6  | 1.4 | 5.0 |